# Hydriomena ulfrida
Hydriomena ulfrida är en fjärilsart som beskrevs av William Schaus 1922. Hydriomena ulfrida ingår i släktet Hydriomena och familjen mätare. Inga underarter finns listade i Catalogue of Life.